# Euxoa lafontainei
Euxoa lafontainei là một loài bướm đêm thuộc họ Noctuidae. Nó được tìm thấy ở White Sands National Monument, Otero County, New Mexico.
Chiều dài cánh trước là 13–15 mm.